# Dosflores
Dosflores es un personaje ficticio que aparece en algunas novelas de Mundodisco.
Es un nativo del Imperio Ágata, donde trabaja calculando riesgos para las pollizas de canguros (pólizas de seguros) que ya existen gracias a los sonidos-reflejados-de-espíritus-subterráneos (Eco+Gnomo+ía → Economía)  del Continente Contrapeso. El primer turista que ha existido en el Mundodisco. Como todo turista que se precie de serlo, tiene la firme creencia de que cualquier persona es básicamente buena, de que a él nunca podría ocurrirle nada malo porque nunca se mete en nada y que cualquiera podría entender lo que dijera siempre y cuando hablara muy alto y muy despacio. Es bajito, delgado, usa gafas y camisas con colores tan vivos y enfrentados que dañan la vista.
En cuanto llega a Ankh-Morpork contrata a Rincewind el mago como guía, y tras muchas aventuras le regala al Equipaje, al que compró en una tienda ambulante (de esas que desaparecen una vez has hecho tu compra). Una vez en casa, escribirá un pequeño libro llamado Lo que hice en mis Vacaciones que se convierte en un panfleto revolucionario, lo cual hace que Rincewind viaje al Continente Contrapeso y vuelvan a encontrarse allí.
Como particularidad, se puede decir que Josh Kirby, el ilustrador original de la serie, dibujó a Dosflores con dos pares de ojos, esto debido a que por su vestimenta típica del estereotipo del turista asiático, lleva gafas de sol, es bajo y usa colores fuertes; pero al estar en un contexto medieval, es descrito por otros personajes como un ser con otro par de ojos y ropas extrañas y de colores fuertes. La malinterpretación de esta frase, es lo que llevó al ilustrador a darle la apariencia de un enano con cuatro ojos de vestimentas muy similares a las de un arlequín.
Aparece en:
- El Color de la Magia.
- La Luz Fantástica.
- Tiempos interesantes.

- Datos: Q2599656